# 山梨キャンプ場女児失踪事件
山梨キャンプ場女児失踪事件（やまなしキャンプじょうじょじしっそうじけん）は、2019年（令和元年）9月21日に山梨県南都留郡道志村のキャンプ場で当時小学1年生の女児Aが行方不明になった事件。
女児が千葉県成田市在住であることから「成田女児不明事件」などとも呼ばれる。
2022年4月23日にボランティアの男性が人骨を発見しDNA鑑定を行った結果、事件発生から2年8ヶ月後の2022年（令和4年）5月14日に、女児の死亡が確認された。
2022年7月1日、山梨県警は捜索を終了した。警察は事件・事故の両面で捜査に当たっていたが、特定には至っていない。
SNSによって被害者家族への誹謗中傷がなされたことから、家族によって警察に被害届が提出されたほか、民事裁判が行われた。

## 経緯

### 2019年
9月21日 (当日)
2019年9月21日、道志村の「椿荘オートキャンプ場」に、子育てサークルで知り合った7家族・27人が遊びに来ており、昼12時15分ごろキャンプ場に到着していた。
15時35分ごろにおやつを食べた後、9人が約150メートル離れた沢に遊びに行き、女児（以下、A）は同40分ごろに1人で後を追った。その10分後に大人が迎えに行ったが、16時ごろにAがいないことが判明した。当初、多数の人手がいたことから1時間ほどかけて一行は捜索をしていたが、日没が迫っていたこともあり通報することになった。
17時ごろに警察に連絡。警察と消防が捜索を開始したが発見には至らず、22時にその日の捜索を終了。
9月22日〜23日
翌日以降は自衛隊や捜索ボランティアなども加わり、東西15キロメートル、南北8キロメートルにわたってのべ約1,700人で捜索するも手掛かりは見つからなかった。
9月24日（捜索4日目）
ヘリコプターの他、ドローンも飛ばし捜索。村の要請を受け山梨県警は自衛隊派遣を要請。
9月25日（捜索5日目）
山梨県から災害派遣要請を受けた自衛隊175人が捜索に加わる。県警や消防をあわせ約290人の捜索体制。さらに多数のボランティアも駆けつけた。
9月27日（捜索7日目）
警察や自衛隊など約270名体制。捜索範囲は徐々に西の方角へ。一度探した場所も見落としがないよう、キャンプ場周辺もくまなく確認。
9月28日（捜索8日目）
陸上自衛隊、撤収。
9月30日（捜索10日目）
30日までの10日間に延べ約1,400人が捜索したものの手掛かりはなく、山梨県警はAの顔写真を公開した。事件に巻き込まれた可能性も否定できないとして公開を依頼した両親は、キャンプ場で取材に応じ、情報提供を呼びかけた。
10月6日（捜索16日目）
山梨県警は周辺にいる可能性は低いと判断し、現地の指揮本部を解散して捜索を打ち切ると発表した。特異行方不明者として全国に情報提供を求め、事件に巻き込まれた可能性も含めて捜査を続ける。大月署長は「取り得る限りの最大限の態勢で捜索したが発見できなかった」と語った。
その後も警察による捜索が行われているほか、Aの家族はチラシ、ウェブサイト、各種SNSで情報発信を実施しており、多数の情報が寄せられていた。

### 2021年
2021年5月
現場のキャンプ場などでAの特徴が書かれたチラシを配布し、当時のドライブレコーダーの映像が残っていないかなど、情報提供を呼びかけた。
2021年7月
山梨県警察本部は新たに情報提供を求める動画を作成、YouTubeの山梨県警察公式チャンネルで公開を開始。
2021年9月
行方不明から2年。警察が改めて行方不明になった現場の捜索活動を行うも新たな手がかりは見つからなかった。警察やAの母親はキャンプ場や周辺地域でAに関する情報提供を呼びかけるチラシを配布し引き続き情報提供を呼びかけた。
2021年12月
行方不明から2年3カ月。Aの母親と山梨県警が現場となったキャンプ場や付近の道の駅で情報提供を求めるチラシを配布した。

### 2022年
2022年4月
2022年4月23日、ボランティアで捜索していた男性が、Aが行方不明になったキャンプ場から600メートルほど離れた場所で、「人の頭の骨」と思われるものを発見した。これにより、同月26日から捜索が開始された。
その後、現場周辺からは子供用の靴（瞬足と書かれていた）・片方の靴下・ハイネックシャツや、肩甲骨を始めとする「複数の部位の人骨」が相次いで発見された。
2022年5月
5月12日、同年4月23日に発見された白骨死体について「ミトコンドリアDNA鑑定」を実施した結果、「女児と母親との血縁関係に矛盾はない」と発表した。ただし、この時点では個人を特定できるだけの核DNAが検出されず、ミトコンドリア鑑定は個人の特定が不可能なため、行方不明の女児とは断定できなかった。
5月14日、同月4日に新たに発見された白骨をDNA鑑定と司法解剖した結果、肩甲骨が生命維持に不可欠であるとする医師の所見を踏まえ、白骨死体は「行方不明の女児の遺体」と特定された。その後も警察は移動したルートや死因を特定できず、事件と事故の両面で捜査継続した。
この日は10歳の誕生日の翌日であった。
2022年7月
7月1日、山梨県警は捜索を終了した。

## 誹謗中傷

### 刑事事件 / 逮捕者
Aの母親に対して根拠のない疑いを向け、インターネット上で誹謗中傷を行う者もおり、以下のように逮捕者も発生している。

#### 自称投資家（名誉毀損）
静岡県熱海市の69歳の自称投資家の男がAの母親の顔写真をブログに掲載し「育児疲れからAちゃんを自宅で殺し悪天候を利用し行方不明を企て、募金詐欺をした殺人事件」などと書き込み、名誉棄損の疑いで逮捕され、2020年11月4日に起訴された。2021年2月25日の初公判で男は「名誉毀損なんてこれっぽっちも思ってない」「書いて何が悪いんだ」と起訴内容を否認した 。2021年11月25日、千葉地裁で求刑公判が行われ、検察側は「悪質で被害結果は重大」として懲役1年6月を求刑した。論告で検察側は「（Aの母親を）中傷し、ブログ閲覧者の興味を引こうとした」と指摘。Aが行方不明になったことで精神的打撃を受けたAの母親に対し、「さらに精神的打撃を与えた」と述べた。弁護側は「被告人によってなされたという証明が不十分」として無罪を主張。被告人が行っていた場合でも「社会的評価を直接的に低下させるものではない」などと執行猶予付きの判決を求めた。
同年12月17日、千葉地裁は「ブログに掲載した『募金詐欺』などとする文章は確たる証拠もなく臆測に基づいたもので、正当化される余地はない」「不特定多数が閲覧できるインターネット上に相当期間、掲載した行為は社会的評価を低下させる危険性が高く、悪質だ」として懲役1年6か月、執行猶予4年の判決を言い渡した。
被告人（70）からAの母親に対しての謝罪はなく、被告人は「判決に納得いかないよ俺」「冗談じゃないよ」と声を荒らげながら法廷を後にした。

#### 自称とび職（脅迫）
静岡県函南町の31歳の自称とび職の男がAの母親のフェイスブックのアカウントに「お前が犯人だろ。殺すぞお前」「殺しに行くぞ」などの電子メッセージを送信し、脅迫した疑いで逮捕された。2020年10月19日、千葉地裁は「根拠のない情報に接し、身勝手な憤りから犯行に及んでおり、酌むべき事情は何もなく、内容も陰湿」「前科がなく、罪を認めていることなどを考慮すれば執行猶予が相当」として懲役6ヶ月、執行猶予3年（求刑懲役6ヶ月）の有罪判決を言い渡した。

### 民事訴訟
Aの母親に対してのSNS、匿名掲示板などを利用した誹謗中傷は止むことはなく、2021年4月20日に記者会見を開き、ツイッターで「母親が犯人」「こいつがクロ」などの投稿、Aに関する卑わいなツイートなどで中傷を受けたとして、ツイッター社に発信者情報の開示請求を求める訴訟を東京地裁に起こした。ツイッター以外に、匿名掲示板やブログ、コミュニティアプリなどの中傷投稿についても、発信者の特定を進めている。
また捜索に加わったボランティアの男性も、女児の誘拐に関与し募金詐欺を行った等のデマを拡散されたため、民事訴訟を起こすなどの対応中である。

#### 2021年8月2日
インターネット上のブログの記事で中傷されたとして、Aの母親が大阪市内のプロバイダー事業者に投稿者情報の開示を求めた訴訟の判決で、大阪地裁は氏名や住所などの開示を命じた。裁判官は「記事で原告の名誉権が侵害されたことは明らかだ」と述べた。

#### 2021年11月17日
動画配信サイト「ツイキャス」で中傷を受けたとしてAの母親が運営会社に投稿者情報の開示を求めた裁判にて東京地裁は「投稿は真実でなく権利侵害と認められる」として情報の開示を命じた。

#### 2022年4月11日
元ボランティア男性が起こしていた裁判で、被告による最高裁への上告が却下され、被告に賠償責任を認めた高裁判決が確定した。被告はAの母親への誹謗中傷で逮捕された男。